# Trofeo Mundial por equipos de patinaje artístico sobre hielo de 2015
El Trofeo Mundial por equipos de 2015 fue una competición de patinaje artístico sobre hielo celebrada en Tokio, Japón, del 16 al 19 de abril de 2015. Los seis países que obtuvieron los mejores resultados de la temporada 2014/2015 fueron seleccionados para tomar parte en la competición. Cada país participó con dos patinadores en las disciplinas de patinaje individual femenino y masculino, y sendas parejas en patinaje en parejas y danza sobre hielo. El equipo estadounidense se clasificó en primer lugar, lo siguieron Rusia en el segundo puesto y Japón en el tercero. 

## Resultados
Los países clasificados para tomar parte en el evento fueron Canadá, Estados Unidos, Japón, Rusia, Francia y China. En patinaje individual masculino, el japonés Yuzuru Hanyu ganó el programa corto y el libre, La estadounidense Gracie Gold ganó el programa corto en patinaje individual femenino, pero terminó quinta en el programa libre. Yelizaveta Tuktamýsheva, de Rusia, ganó este segmento de la competición. Los canadienses Kaitlyn Weaver y Andrew Poje ganaron la danza corta, pero descendieron al segundo puesto en la danza libre, donde los franceses Gabriella Papadakis y Guillaume Cizeron consiguieron el primer puesto, sin lograr mejorar la posición del equipo francés. La pareja china formada por Wenjing Sui y Cong Han fue la ganadora del programa corto en patinaje en pareja. y los canadienses Meagan Duhamel y Eric Radford ganaron el programa libre.

### Clasificación por equipos
| Clasificación | Medallas | Equipo         | Puntuación total |
| ------------- | -------- | -------------- | ---------------- |
| 1             | Oro      | Estados Unidos | 110              |
| 2             | Plata    | Rusia          | 109              |
| 3             | Bronce   | Japón          | 103              |
| 4             |          | Canadá         | 82               |
| 5             |          | China          | 77               |
| 6             |          | Francia        | 59               |

### Patinaje individual masculino
| Clasificación | País            | Nombre         | Puntos | Programa corto | Programa corto | Puntos de equipo | Programa libre | Programa libre | Puntos de equipo |
| ------------- | --------------- | -------------- | ------ | -------------- | -------------- | ---------------- | -------------- | -------------- | ---------------- |
| 1             | Yuzuru Hanyu    | Japón          | 288,58 | 1              | 96,27          | 12               | 1              | 192,31         | 12               |
| 2             | Jason Brown     | Estados Unidos | 263,17 | 3              | 86,48          | 10               | 2              | 176,69         | 11               |
| 3             | Yan Han         | China          | 250,27 | 2              | 87,13          | 11               | 4              | 163,14         | 9                |
| 4             | Takahito Mura   | Japón          | 247,44 | 4              | 82,04          | 9                | 3              | 165,40         | 10               |
| 5             | Serguéi Voronov | Rusia          | 241,01 | 5              | 79,09          | 8                | 5              | 161,92         | 8                |
| 6             | Nam Nguyen      | Canadá         | 236,05 | 6              | 77,42          | 7                | 7              | 158,63         | 6                |
| 7             | Maksim Kovtun   | Rusia          | 233,74 | 8              | 74,83          | 5                | 6              | 158,91         | 7                |
| 8             | Max Aaron       | Estados Unidos | 227,51 | 7              | 76,08          | 6                | 8              | 151,43         | 5                |
| 9             | Jeremy Ten      | Canadá         | 194,78 | 10             | 67,45          | 3                | 9              | 127,33         | 4                |
| 10            | Florent Amodio  | Francia        | 194,54 | 9              | 73,80          | 4                | 11             | 120,74         | 2                |
| 11            | Song Nan        | China          | 187,42 | 12             | 62,43          | 1                | 10             | 124,99         | 3                |
| 12            | Romain Ponsart  | Francia        | 184,12 | 11             | 63,51          | 2                | 12             | 120,61         | 1                |

### Patinaje individual femenino
| Clasificación | País                    | Nombre         | Puntos | Programa corto | Programa corto | Puntos de equipo | Programa libre | Programa libre | Puntos de equipo |
| ------------- | ----------------------- | -------------- | ------ | -------------- | -------------- | ---------------- | -------------- | -------------- | ---------------- |
| 1             | Yelizaveta Tuktamýsheva | Rusia          | 205,14 | 2              | 70,93          | 11               | 1              | 134,21         | 12               |
| 2             | Yelena Radiónova        | Rusia          | 198,50 | 3              | 68,77          | 10               | 2              | 129,73         | 11               |
| 3             | Gracie Gold             | Estados Unidos | 195,55 | 1              | 71,26          | 12               | 5              | 124,29         | 8                |
| 4             | Ashley Wagner           | Estados Unidos | 191,51 | 4              | 64,55          | 9                | 4              | 126,96         | 9                |
| 5             | Satoko Miyahara         | Japón          | 189,64 | 6              | 60,52          | 7                | 3              | 129,12         | 10               |
| 6             | Kanako Murakami         | Japón          | 175,71 | 5              | 62,39          | 8                | 6              | 113,32         | 7                |
| 7             | Li Zijun                | China          | 162,50 | 7              | 58,83          | 6                | 7              | 103,67         | 6                |
| 8             | Gabrielle Daleman       | Canadá         | 156,46 | 8              | 57,59          | 5                | 8              | 98,87          | 5                |
| 9             | Laurine Lecavelier      | Francia        | 148,27 | 10             | 52,84          | 3                | 9              | 95,43          | 4                |
| 10            | Maé Bérénice Méité      | Francia        | 142,83 | 11             | 52,06          | 2                | 10             | 90,77          | 3                |
| 11            | Alaine Chartrand        | Canadá         | 136,54 | 9              | 54,64          | 4                | 11             | 81,90          | 2                |
| 12            | Zhao Ziquan             | China          | 120,89 | 12             | 44,92          | 1                | 12             | 75,97          | 1                |

### Patinaje en parejas
| Clasificación | País                              | Nombre         | Puntos | Programa corto | Programa corto | Puntos de equipo | Programa libre | Programa libre | Puntos de equipo |
| ------------- | --------------------------------- | -------------- | ------ | -------------- | -------------- | ---------------- | -------------- | -------------- | ---------------- |
| 1             | Sui Wenjing / Han Cong            | China          | 210,93 | 1              | 71,20          | 12               | 2              | 139,73         | 11               |
| 2             | Meagan Duhamel / Eric Radford     | Canadá         | 209,38 | 2              | 68,68          | 11               | 1              | 140,70         | 12               |
| 3             | Yuko Kavaguti / Aleksandr Smirnov | Rusia          | 194,04 | 3              | 66,97          | 10               | 4              | 127,07         | 9                |
| 4             | Alexa Scimeca / Chris Knierim     | Estados Unidos | 192,09 | 4              | 64,22          | 9                | 3              | 127,87         | 10               |
| 5             | Vanessa James / Morgan Ciprès     | Francia        | 167,97 | 5              | 58,66          | 8                | 5              | 109,31         | 8                |
| 6             | Ami Koga / Francis Boudreau-Audet | Japón          | 135,29 | 6              | 46,87          | 7                | 6              | 88,42          | 7                |

### Danza sobre hielo
| Clasificación | País                                    | Nombre         | Puntos | Danza corta | Danza corta | Puntos de equipo | Danza libre | Danza libre | Puntos de equipo |
| ------------- | --------------------------------------- | -------------- | ------ | ----------- | ----------- | ---------------- | ----------- | ----------- | ---------------- |
| 1             | Kaitlyn Weaver / Andrew Poje            | Canadá         | 182,93 | 1           | 73,14       | 12               | 2           | 109,79      | 11               |
| 2             | Gabriella Papadakis / Guillaume Cizeron | Francia        | 181,92 | 3           | 70,86       | 10               | 1           | 111,06      | 12               |
| 3             | Madison Chock / Evan Bates              | Estados Unidos | 174,41 | 2           | 72,17       | 11               | 3           | 102,24      | 10               |
| 4             | Yelena Ilinyj / Ruslan Zhiganshin       | Rusia          | 158,09 | 4           | 63,09       | 9                | 4           | 95,10       | 9                |
| 5             | Wang Shiyue / Liu Xinyu                 | China          | 142,31 | 5           | 55,32       | 8                | 5           | 86,99       | 8                |
| 6             | Cathy Reed / Chris Reed                 | Japón          | 123,23 | 6           | 49,99       | 7                | 6           | 73,24       | 7                |

## Premios en metálico
| Clasificación | Premio por equipo |
| --- | ----------------- |
| 1.º | 200 000           |
| 2.º | 170 000           |
| 3.º | 160 000           |
| 4.º | 150 000           |
| 5.º | 140 000           |
| 6.º | 130 000           |
| Los patinadores en disciplinas individuales recibieron un 15 % de la cantidad ganada por su equipo. Las parejas de danza y patinaje en pareja recibieron 20 %. Las federaciones nacionales de patinaje pueden retener hasta un 10 % de la cantidad. |                   |